# Мистра
Мистра (грч. Μυστράς) је утврђена престоница Морејске деспотовине. Налази се на брду изнад истоименог села у срцу Пелопонеза, на око 6 km северозападно од древне Спарте. Пала је у турске руке 1460. године, а данас је једна од најочуванијих тврђава у Грчкој са остацима деспотског двора и цркве у којој је овенчан и последњи византијски цар Константин XI Драгаш, због чега је 1989. године уврштена у светску културну баштину (#511).

Осим тврђаве на врху, постоји и 20 манастира са црквама, 20 џамија и две синагоге, а на свом врхунцу моћи град је имао више од 25.000 становника.
Данас је Мистра градић и општина у оквиру округа Лаконија, дела периферије Пелопонез. 

## Прошлост Мистре
Тврђаву је подигао 1249. године франачки велможа Вилијам II де Вилерден, тадашњи ахајски кнез. Тврђава се налази на врху брда на висини од 620 метара, са погледом на Спарту. Византинци тврђаву 1262. године добијају од франака након чега постаје центар византијске моћи у јужној Грчкој, прво као база војног гувернера, а од 1348. године као седиште и престоница Морејских деспота. У њој се 1448. године царским венцем овенчао последњи византијски цар Константин Драгаш, дотадашњи морејски деспот. Мистра се сматра и последњим центром Византијске културе. Турци је освајају 1460. године чиме и последњи остаци Византије на Балкану бивају уништени. Већ 1464. године опседа је Жигмунд Малатеста од Риминија, али он успева да заузме град али не и саму утврду. Венецијанци су успели да је освоје и да господаре њоме у кратком периоду од 1687. до 1715. године, када поново пада у турске руке. Током грчке револуције Мистра бива једна од првих ослобођених тврђава 1821. године. Одлуком да изгради нову модерну престоницу на месту Спарте 1834. године, краљ Отон је постепено испразнио град који је временом остао ненасељен.

## Мистра данас
Данас је Мистра село подно моћне тврђаве и остатака некадашњег града, који се убрајају у најочуваније у Грчкој. Велики конзерваторски и рестаураторски радови обављени су на локалитетима на простору некадашњег града и тврђаве, а њихов интензитет се и даље не смањује. Конзервација фресака у црквама је завршена, а рад на обнови деспотске палате се приводи крају. У склопу свих тих послова обављена су и мања археолошка ископавања на простору Мистре.

## Најзначајнији споменици у Мистри

### Замак
1. Тврђава коју су подигли крсташи и касније појачали Византинци и Турци.
2. Два круга чврсто утврђених спољних бедема, појачаних јаким и високим правоугаоним кулама из касновизантијског периода.

### Деспотска палата (Кантакузина и Палеолога)
Велики комплекс зграда у облику латиничног слова Л које чине деспотску палату. Комплекс је подизан у фазама од XIII до XV века.

### Градске куће
Најзанимљивије градске куће су Палатаки (Мала палата),Дом Франгопулоса и Дом Ласкариса.

### Верске грађевине
1. Храм светог Димитрија
Храм има два нивоа градње.
- Први (друга половина XIII века) или приземни ниво чини трокрилна базилика са нартексом и звоником.
- Други (прва половина XV века) или горњи ниво чини основа у облику грчког крста.

Први пут је живописан између 1270. и 1280. године, док су остале фреске рађене почетком XIV века, док је купола живописана у XV веку.
2. Црква светог Теодора
Цркву су подигли монаси Пахомије и Данијел између 1290. и 1295. године. У питању је осмоугаона црква са бочним капелицама и живописом са почетка XIII века.
3. Црква Богородице Ходегетрије (Водиље)
Цркву је 1310. године подигао игуман Пахомије, док је прекрасни живопис датиран између 1312. и 1322. године. Представља мешавину архитектонских врста са нартексом и бочним капелама.
4. Црква Божанске Мудрости (света Софија)
Црква је подигнута средином XIV века. Чине је двобродна основа у облику грчког крста са куполом, бочним капелама и звоником. Најзначајније фреске очуване су у олтарском делу и капелама.
5. Манастир Богородице Периблептос
Манастирска црква (Католикон) је двобродна црква са основом грчког крста, са куполом и капелицама. Унутрашњост је осликана врхунским делима које су радили разни уметници у трећој четвртини XIV века. У склопу манастира се налази и кула Трпезарија.
6. Црква Богородице Еванђелистрије
Црква је двобродна са основом грчког крста са куполом и фрескописом са почетка XV века.
7. Манастир Богородице Пантанасе
Главну цркву сачињава више архитектонских стилова са спољашњим тремовима и звоником. Фреске су датиране око 1430. године и очуване су на горњем нивоу, у олтарском делу, док су фреске у доњем нивоу из XVIII века.

## Становништво
| 1991. | 2001. |
| ----- | ----- |
| 525   | 807   |